# Straatsburgdok

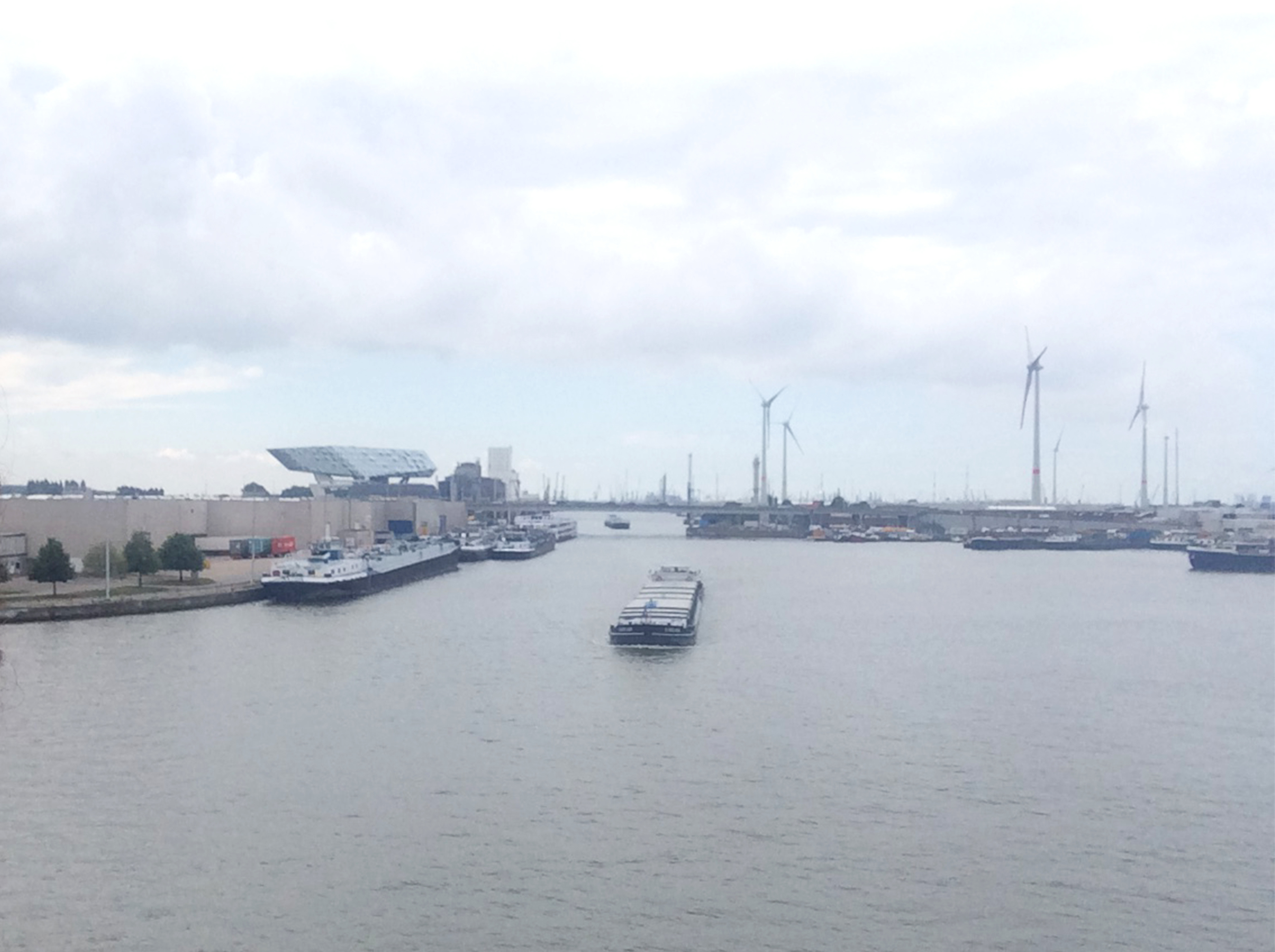
Straatsburgdok te Antwerpen

Het Straatsburgdok ligt in noordelijk Antwerpen en verbindt het Albertkanaal met de Antwerpse haven. Het dok heeft een veelhoekige constructie waarvan vier rechte zijden zijn. Het is een schuildok voor binnenschepen en duwvaart. Ook enkele pleziervaartuigen liggen aan de schuine kade nabij de Noorderbrug die het Albertkanaal overspant en de Noorderlaan verbindt. Alsook is er een verbinding met een brede brug over het dok, de Straatsburgbrug, die de Groenendaallaan verbindt met de overzijde van de haven en het monumentale geklasseerd Pomphuis. Vlak naast-onder deze brug, aan het einde van de Groenendaallaan is een bandencentrale gevestigd, met daarachter nog de oude houten droogloodsen voor hout.
Het dok werd tegelijkertijd met het Albertkanaal gegraven in 1930 en had toen rondom een schuin grastalud met aan de noordkant, Straatsburgdok-Noordkaai, grote brede houten aanlegsteigers. De schepen die toekwamen moesten eerst hun anker gooien (als ze alleen lagen, en tegen afdrijven door de wind) en zo langzaam naar de steiger varen en daar vastmaken, want ze moesten met hun voor- of achtersteven tegen de steiger liggen, zij aan zij.
In 1979 werd het Straatsburgdok gerenoveerd en vernieuwd met kaaimuren. De steigers verdwenen, maar de schepen moesten nog altijd als voordien gemeerd liggen, tegen de kade en midscheeps of achter, naargelang hun grootte, tegen grote hoge stalen meerpalen aanleggen. De brede duwboten (25 meter lang bij 10 à 12 meter breed), liggen vaster met hun brede platte voor- of achtersteven tegen de kaaimuur. Nabij de Noorderbrug aan de ingang van het Albertkanaal liggen de rondvaartschepen met hun zijde tegen de kade. Daar is ook een klein etablissement vanwaar men kan inschepen op de tourschepen.
Aan de westzijde was vroeger het Kanaalsas dat aan weerszijden met staatsbruggen verbonden was. Dit waren de Straatsburgbrug, Albertbrug en de Droogdokbrug die aan Droogdok 7 lag. Dit droogdok lag evenwijdig met het Kanaalsas. Het geklasseerde en gerenoveerde Pomphuis, dat een restaurant-bar-taverne is, werd gebruikt om het Droogdok 7, leeg of vol te pompen. Nu kan men op er naar de passerende schepen kijken. Op het einde van de jaren 80 werd het Kanaalsas heraangelegd en verbreed door de Galmeistraat en het eilandstuk, die tussenin het Droogdok 7 en het Kanaalsas liep af te breken en zo een brede vaargeul te verkrijgen.
De Albert-, Droogdok- en Straatsburgbrug verdwenen allen voorgoed. De kaaimuren aan de Elzasweg, waar de firma Baeck is gevestigd en waar het onfortuinlijke kraanponton "Grote Gust" lag, werd vernieuwd, alsook de lange trappen van de zuidelijke Droogdok 7-kant werden heraangelegd en vernieuwd met rechte kademuren. Zo verkreeg men een brede vaargeul dat nu de "doorsteek van Straatsburgdok" wordt genoemd. Nabij het Pomphuis ligt de "Ark", een geheel hoog uit glas opgetrokken drijvend vlotponton, waar feestelijkheden en party's georganiseerd kunnen worden.
Daarna kwam er een brede brugviaduct, met vier rijstroken met middenberm, over het grote dok, die verbinding heeft met de Groenendaallaan en uitkomt ter hoogte tussen het Havenhuis en het geklasseerde Pomphuis en de zeer grote moderne magazijnen van DHL.
Eveneens gelijkertijd werden de 90° hoekkaaimuren van het Albertdok en Amerikadok aan de noordzijde, afgebroken en breder gemaakt. De verbreding van de vaargeul tussen Amerika- en Albertdok (52,5 m naar 160 m) werd verwezenlijkt door het slopen van de landhoofden in 1992/93 om een betere doorgang van alle zijden te verkrijgen. Dit waren de landhoofden van een niet-verwezenlijkte, in 1907 geplande brug.
Bij het passeren van zeeschepen en binnenvaart, in en uit de dokken, Siberiabrug en Straatsburgdokgeul, was het daar dikwijls een chaos. Vooral tijdens hevige wind was het oppassen geblazen, wat de schepen ook letterlijk deden om elkaars aandacht te vestigen en hun bak- of stuurboordbewegingen kenbaar te maken. Vooral als ze moesten "zwaaien" (niet letterlijk, maar dat wil zeggen dat ze een omkeerbeweging moeten maken of overstag gaan), hadden ze toen daarvoor niet veel plaats op dit drukke dokkruispunt.
Bij dit alles was vroeger de "stal" van de stedelijke sleepdienst op nº 63, tussen Droogdok 7, Siberiabrug en de Royerssluis. De "stal" was een fictieve benaming, dat de "kudde" daar moest bijeenkomen voor de aflossing van wacht of voor een "job". Rond 1988 werd de Stedelijke Sleepdienst voorgoed verplaatst naar kaai 602, nabij de 80 meter brede Lillobrug. De drukte van de haven verlegde zich meer naar het noorden, en de oude dokken werden letterlijk stille getuigen van het drukke havenleven.
Aan de oostzijde van het dok staat het gebouw 'Dienst der Scheepvaart' waar ook de 'Financiële Dienst' gevestigd is. Hier moeten alle schepen die van en naar het Albertkanaal varen, zich in of uit melden, op VHF-kanaal 20. Dit ter controle hoelang de schepen in de haven vertoeven of dat ze op doorreis zijn. Op doorreis hoeven ze geen dok- of liggelden te betalen. Hun meldingen komen geregistreerd op de APICS-computersystemen van de sluizen, (b.v. Royerssluis kanaal 22, Boudewijn/Van Cauwelaertsluizen kanaal 71, enz...). Dan weet men dat de schepen op doorreis zijn, wat dan ook zo moet ingevoerd moet worden. Alleen als de schepen zich melden voor en in het havengebied (met inbegrip Kallo-linkeroever), moet men op de sluizen alle gegevens opvragen, niettegenstaande ze al uitgemeld zijn aan de F.D. aan Straatsburgdok op kanaal 20. Een binnenschip mag 18 uren in de haven vertoeven. Daarna moet hij vertrekken of havenliggeld betalen.
Dat de drukte van het havengebeuren noordelijk opschuift, zien we aan de gebouwen en bedrijven, die bijna niet of niets met de haven te maken hebben. Vroeger begon de haven eigenlijk westelijk, over de Noorderlaan. Nu staat er een cinemaketen, Kinepolis, de grootste van Europa. Daarover waren de grote magazijnen van Ziegler. Nu zijn het grote garages van Carglass Center, van Volkswagen, Audi en Seat, met daarnaast Nearly New Car Center (NCC), waar bijna nieuwe Mercedessen, Chryslers, Smarts, Dodge's en Jeeps worden verkocht. Aan de noordelijkedokkant van het Straatsburgdok zelf, zijn nieuwe gebouwen neergezet waar exclusieve auto's, zoals Ferrari's, Porsche's, Maserati's, enz... geparkeerd laten in verscheidene verdiepingen, onder voortdurende bewaking. Wat verderop staan staanplaatsen voor vrachtwagens en opliggers, die nog met de haven te maken hebben. Vlak naast het viaduct aan de Elzasweg staan enkele rijtjeshuizen van de voormalige brugwachters. Aan deze Straatsburgdokgeul-kade liggen verscheidene rondvaartschepen van de rederij-firma ANTVERPIA, alsook waterboten van de Waterbedelingdienst aan Schepen.
Op de Antwerpse rechteroever van de Schelde:
Albertdok · Amerikadok · Asiadok · Bevrijdingsdok · Bonapartedok · Churchilldok · Derde Havendok · Eerste Havendok · Graandok · Hansadok · Houtdok · Industriedok · Kanaaldok · 
Kattendijkdok · Kempisch dok · Kooldok · Leopolddok · Lobroekdok · Margueriedok · Marshalldok · Noordschippersdok · Petroleumdok · Sasdok · Schippersdok · Schuildok voor Lichters · Siberiadok · Steendok · Straatsburgdok · Suezdok · Tweede Havendok · Verbindingsdok · Vierde Havendok · Vijfde Havendok · Willemdok · Zesde Havendok · Zuiderdokken
Op de Oost-Vlaamse linkeroever van de Schelde:
Deurganckdok · Doeldok · Noordelijk Insteekdok · Saeftinghedok · Verrebroekdok · Vrasenedok · Waaslandkanaal · Zuidelijk Insteekdok